# Kirov (oblast de Kalouga)
Pour les articles homonymes, voir Kirov.
Kirov (en russe : Киров) est une ville de l'oblast de Kalouga, en Russie, et le centre administratif du raïon de Kirov. Sa population s'élevait à 31 888 habitants en 2010.

## Géographie
Kirov est arrosée par la rivière Bolva, un affluent de la Desna, et se trouve à 140 km au sud-ouest de Kalouga et à 283 km au sud-ouest de Moscou.

## Histoire
L'origine de la ville remonte à 1745 et à la fondation du village de Pessotchnia (Песочня). Le village accède au statut de commune urbaine en 1925, puis à celui de ville en 1936 et reçoit à cette occasion le nom de Kirov, en l'honneur de Sergueï Kirov.

## Population
La situation démographique de Kirov s'est détériorée au cours des années 1990. En 2001, son taux de natalité était de seulement 7,1 pour mille, son taux de mortalité s'élevait à 16,8 pour mille et le solde naturel accusait un déficit de 9,7 pour mille.
Recensements (*) ou estimations de la population
| 1926* | 1939*  | 1959*  | 1970*  | 1979*  |
| ----- | ------ | ------ | ------ | ------ |
| 7 656 | 15 313 | 16 647 | 29 355 | 33 492 |

| 1989*  | 2002*  | 2010*  | 2012   | 2013   |
| ------ | ------ | ------ | ------ | ------ |
| 35 962 | 38 893 | 31 888 | 31 603 | 31 404 |